# Mârzănești (okręg Teleorman)
Mârzănești – wieś w Rumunii, w okręgu Teleorman, w gminie Mârzănești. W 2011 roku liczyła 665 mieszkańców.